# Коломбара Манци (Пјаченца)
Коломбара Манци је насеље у Италији у округу Пјаченца, региону Емилија-Ромања.
Према процени из 2011. године у насељу је живело 25 становника. Насеље се налази на надморској висини од 43 m.